# Олеховка (приток Берёзовки)
Олеховка — река в России, протекает по Котласскому району Архангельской области. Устье реки находится в 5 км по левому берегу реки Берёзовка (бассейн Старой Вычегды). Длина реки составляет 10 км.

## Данные водного реестра
По данным государственного водного реестра России, относится к Двинско-Печорскому бассейновому округу, водохозяйственный участок реки — Вычегда от города Сыктывкар и до устья, речной подбассейн реки — Вычегда. Речной бассейн реки — Северная Двина.
Код объекта в государственном водном реестре — 03020200212103000025188.